# Vinícius Júnior
Vinícius José Paixão de Oliveira Júnior (født 12. juli 2000) er en brasiliansk professionel fodboldspiller, som spiller for La Liga-klubben Real Madrid og Brasiliens landshold. Han anses som en af de bedste spillere i verden, og er især kendt for sin fart.

## Klubkarriere

### Flamengo
Vinícius Junior begyndte sin karriere hos Flamengo, hvor han gjorde sin professionelle debut i maj 2017 i en alder af kun 16 år. Allerede før han havde gjort sin debut havde der været interesse i ham fra forskellige klubber i Europa.

### Real Madrid
Den 23. maj 2017 blev det annonceret, at han ville skifte til Real Madrid. Skiftet ville dog først tage sted den 12. juli 2018, eftersom at FIFA-regler siger, at man skal være over 18 for en international transfer. Med en pris på 46 millioner euro, blev han hermed den dyreste spiller under 19-år nogensinde. Han blev præsenteret som Real Madrid spiller den 20. juli 2018, og gjorde sin debut for klubben den 29. september af samme år.
Vinícius fik sit store gennembrud på førsteholdet i løbet af 2021-22 sæsonen, da han imponerede, og overtog pladsen fra den skadesplaget Eden Hazard. Han scorede den 12. maj 2022 sit første hattrick for Real Madrid i en 6-0 sejr over Levante. Han scorede det eneste mål i Champions League finalen 2022, da Real Madrid vandt 1-0 over Liverpool.
Efter at Hazard forlod Real Madrid ved udgangen af 2022-23 sæsonen, blev det annonceret at Vinícius Jr. ville overtage trøjenummer 7.

## Landsholdskarriere

### Ungdomslandshold
Vinícius Junior har repræsenteret Brasilien på flere ungdomslandshold.
Han var i 2017 del af Brasiliens trup til det Sydamerikanske U/17-mesterskab. Brasilien vandt turneringen, og Vinicius Jr. blev kåret som turneringens bedste spiller.

### Seniorlandshold
Vinícius Junior debuterede for Brasiliens landshold den 11. september 2019.

## Titler
Real Madrid
- La Liga: 3 (2019-20, 2021-22, 2023-24)
- Copa del Rey 1 (2022-23)

- Supercopa de España: 3 (2020, 2022, 2024)
- UEFA Champions League: 2 (2021-22, 2023-24)
- UEFA Super Cup: 1 (2022)

- FIFA Club World Cup: 2 (2018, 2022)

Brasilien U/15
- Sydamerikanske U/15-mesterskab: 1 (2015)

Brasilien U/17
- Sydamerikanske U/17-mesterskab: 1 (2017)

individuelle
- Sydamerikanske U/17-mesterskab Turneringens spiller: 1 (2017)
- UEFA Champions League Sæsonens hold: 2 (2021–22, 2022-23)
- UEFA Champions League Sæsonens unge spiller: 1 (2021–22)
- La Liga Årets hold: 2 (2021–22, 2022-23)